# Јакоб Бендер
Јакоб Бендер; Диселдорф, 23. март 1910 - 8. фебруар 1981) бивши је њемачки фудбалер који је играо на позицији везног играча. Освајач је бронзане медаље на Свјетском првенству 1934. Са Фортуном из Диселдорфа је 1933. освојио првенство Њемачке.